# Asteronyx loveni
Az Asteronyx loveni a kígyókarúak (Ophiuroidea) osztályának Euryalida rendjébe, ezen belül az Asteronychidae családjába tartozó faj.
Az Asteronyx tüskésbőrűnem típusfaja.

## Előfordulása
Az Asteronyx loveni biztos előfordulási területe az Atlanti-óceánhoz tartozó Vizcayai-öbölben van. A Karib-tengertől Venezueláig, a Dél-afrikai Köztársaság-i, valamint Svédországtól a Brit-szigetekig és az új-zélandi elterjedése, csak feltételezett.

## Életmódja
Tengeri élőlény, amely általában 100-1800 méteres mélységek között él. A kontinentális selfeken és a kontinentális lejtők szélén élő szarukorallokon (Alcyonacea) és tengeritollakon (Pennatulacea) kapaszkodva éli le az életét. A Chordeumium obesum nevű evezőlábú rák élősködik ezen a kígyókarúfajon.

## Szaporodása
A petéi nagyok; valószínűleg eléggé fejletten jönnek világra.